# چنتراکه
چنتراکه (به ایتالیایی: Centrache) یک کومونه در ایتالیا است که در استان کاتانزارو واقع شده‌است.

## خصوصیات
چنتراکه ۷ کیلومترمربع مساحت و ۴۲۲ نفر جمعیت دارد و ۴۵۸ متر بالاتر از سطح دریا واقع شده‌است.